# Pommerit-Jaudy
Pommerit-Jaudy (en bretó Peurid-ar-Roc'h) és un municipi francès, situat a la regió de Bretanya, al departament de Costes del Nord. L'any 1999 tenia 990 habitants.

## Demografia
| 1962                                       | 1968  | 1975 | 1982 | 1990 | 1999 |
| ------------------------------------------ | ----- | ---- | ---- | ---- | ---- |
| 1.202                                      | 1.036 | 958  | 959  | 972  | 990  |
| Des de 1962: població sense dobles comptes |       |      |      |      |      |

## Administració
| Període | Identitat     | Partit |
| ------- | ------------- | ------ |
| 2001-   | André Le Moal |        |